# エドワード・スタンリー (第15代ダービー伯爵)
第15代ダービー伯爵エドワード・ヘンリー・スタンリー（英: Edward Henry Stanley, 15th Earl of Derby, KG, PC, FRS、1826年7月21日 - 1893年4月21日）は、イギリスの政治家、貴族。
ヴィクトリア朝中期から後期にかけて閣僚職を歴任した。はじめ保守党の政治家だったが、小英国主義的思想の持ち主だったため、ディズレーリの帝国主義政策に反発し、1880年に自由党へ移籍した。しかし1886年にはグラッドストンのアイルランド自治法案に反発し、自由統一党に移籍した。
ヴィクトリア朝中期に3度にわたって首相を務めた第14代ダービー伯爵エドワード・スミス＝スタンリーは父である。
爵位を継承する前の1844年から1869年にかけてはスタンリー卿（Lord Stanley）の儀礼称号を使用した。

## 経歴

### 生い立ち
1826年7月21日、後に第14代ダービー伯爵となるエドワード・スタンリーとその夫人エマ（初代スケルマーズデール男爵の娘）の長男として生まれる。弟に第16代ダービー伯爵となるフレデリック・アーサーがいる。
ラグビー校を経てケンブリッジ大学トリニティ・カレッジへ進学した。古典で優秀な成績を収めて1848年に卒業する。

### 政界へ
卒業後、アメリカや西インド諸島などにグランド・ツアーに出たが、その間に父がキングス・リン選挙区の保守党と交渉を重ね、エドワードの同選挙区からの出馬を取り決めた。これによりエドワードは自分が出馬したことも知らないまま、外国の地に滞在中の1848年9月に庶民院議員に当選した。
議員に当選した後もグランド・ツアーを続けた。1851年7月から1852年5月にかけてはイギリス東インド会社支配下インドに滞在した。ちょうどその頃、イギリス本国では父ダービー伯爵が第一次内閣（1852年2月-12月）を組閣したが、エドワードは本国不在のままで外務政務次官に任命された。
エドワードがイギリスへ戻って間もなく第一次ダービー伯爵内閣は総辞職し、保守党は野党になった。エドワードは政府の侵略戦争に反対する運動を展開した。アバディーン伯爵内閣が開始したクリミア戦争を批判し、続くパーマストン子爵内閣が開始したアロー戦争も批判した。インド大反乱の際にも復讐政策を取らないよう訴えた。こうした活動を通じてエドワードは人道主義者として名声を高めた。

### 保守党政権の閣僚として
第二次ダービー伯爵内閣（1858年-1859年）においてははじめ植民地大臣、ついでインド担当大臣として入閣した。インドをイギリスの直接統治下に置くインド法の制定を主導して高く評価された。一方インド軍の再編成をめぐってはヴィクトリア女王の夫アルバートと対立し、女王から不興を買った。
野党だった頃の1862年にギリシャで国王オソン1世が王位を追われる事件があったが、この際に一部のギリシャの政治家から新しい国王の候補としてエドワードの名が挙げられた。これについてエドワード当人は「冗談にしか聞こえない」と述べてまともに取り合わなかった。結局ギリシャ王にはデンマーク王室のゲオルギオス1世が即位した。
第三次ダービー伯爵内閣（1866年-1868年）と第一次ディズレーリ内閣（1868年2月-12月）には外務大臣として入閣した。1866年の普墺戦争には中立の立場を取った。1867年に普仏間で起こったルクセンブルク問題ではロンドン会議を開催してルクセンブルクを中立国とする仲裁を行った。基本的に戦争回避の外交に努めたエドワードだが、1867年にエチオピアでイギリス人が拉致された際には出兵を支持した。
1869年10月3日に第15代ダービー伯爵位を継承した。
第二次ディズレーリ内閣（1874年-1880年）にも外務大臣として入閣したが、この頃にはディズレーリは帝国主義者になっており、小英国主義者であるダービー伯爵とは意見が合わなくなっていた。1878年3月、露土戦争でロシアがトルコにサン・ステファノ条約を締結させたのに対抗してディズレーリは、予備軍とインド駐留軍をマルタ島に移動させる決定を下したが、ダービー伯爵はそうした軍事的威嚇に反対して外務大臣を辞した。それまでダービー伯爵とディズレーリは親しい友人関係だったので二人はこの決別を惜しんだという。しかしディズレーリの帝国主義政策に対してはその後も反対し続けた。ズールー戦争には遺憾を表明し、第二次アフガン戦争にも反対した。

### 自由党政権の閣僚として
保守党との隔絶を感じたダービー伯爵は、1880年初頭に自由党へ移籍した。第二次グラッドストン内閣（1880年-1885年）が成立すると入閣を要請されたが、所領運営が忙しいと断っていた。しかし外相グランヴィル伯爵からの説得を受け入れて、1882年から植民地大臣として入閣することになった。
帝国主義政策の抑止のために活動し、マフディーの反乱が発生したスーダンの問題ではグラッドストンのスーダン支配の放棄の方針を支持した。トランスヴァール共和国の再独立を認めるなど南アフリカへの宥和政策も進めた。南太平洋では南太平洋諸島植民地化を推し進める大英帝国自治領オーストラリアの野望を抑え込むことに尽くした。

### 自由統一党へ移籍と死去
第三次グラッドストン内閣（1886年）への入閣は拒否した。同内閣がアイルランド自治の方針を掲げていたためだった。ダービー伯爵はいつかアイルランド人が自治を獲得することは疑っていなかったが、今は時期尚早と考えていた。アイルランド自治に反対するジョゼフ・チェンバレンやハーティントン侯爵が自由党を離党して自由統一党を結成すると、ダービー伯爵もそれに参加した。ダービー伯爵は同党の貴族院議員の指導にあたった。
1891年に公的生活から引退した。同年、インフルエンザをこじらせ、回復することなく1893年4月21日に死去した。ノーズリー教会に葬られた。子供がないため、爵位と家督は弟のフレデリックが継承した。

## 人物

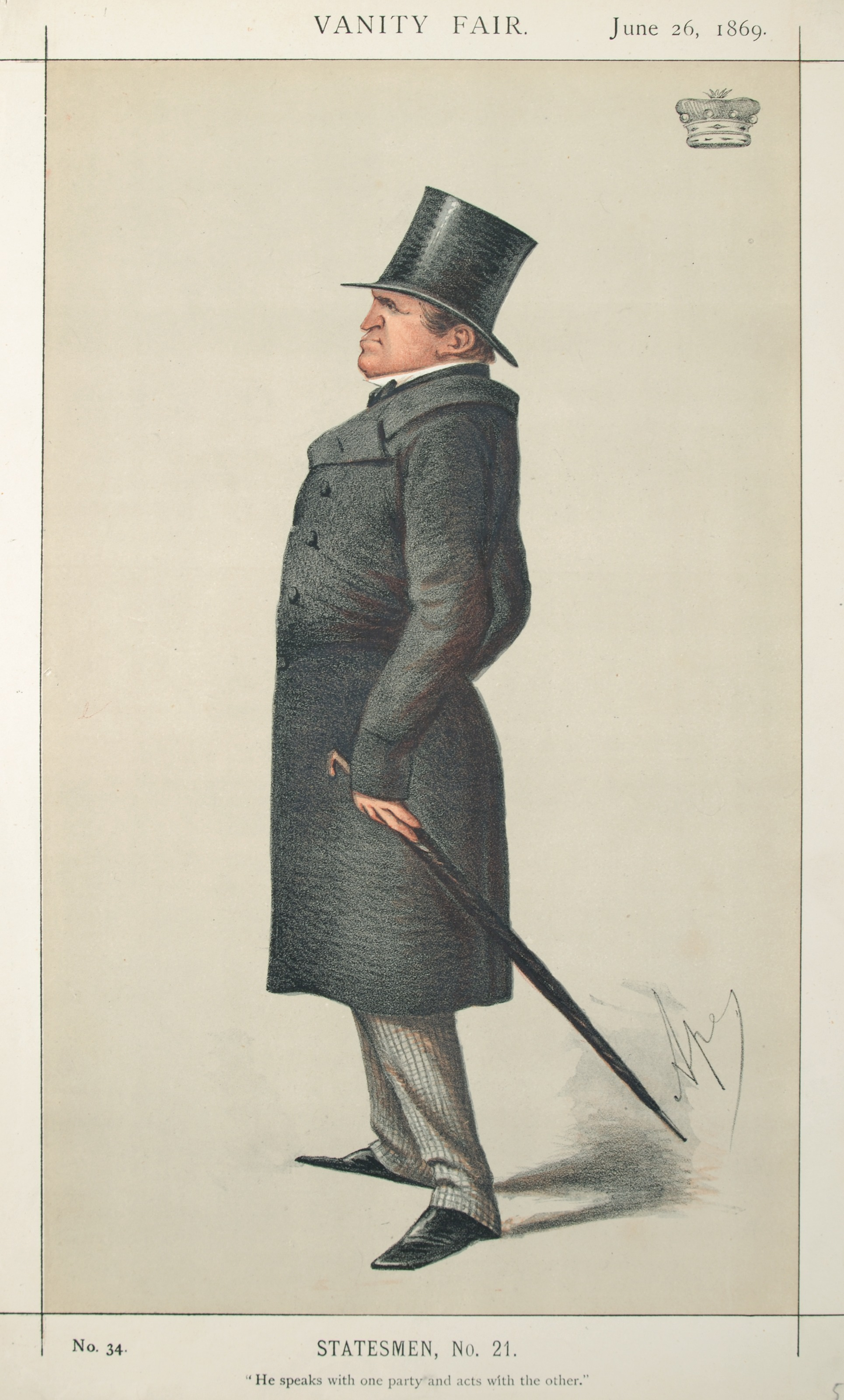
1869年6月26日の『バニティ・フェア』誌に描かれたダービー伯爵の似顔絵

クリミア戦争以来、ヴィクトリア女王との関係が悪かった（クリミア戦争に反対したため、女王からロシア贔屓と疑われていた）。そのためか、1887年の女王在位50周年記念式典（ゴールデン・ジュビリー）に際してダービー伯爵は「自分は女王の多くの業績に感謝している。彼女が実行する恐れがあったが、実際には実行しなかったことについて特に感謝している。しかし女王が50年にわたってイギリスに君臨したことに対して熱狂的に感謝するまでには至っていない。」という冷めた感想を述べた。
大学の整備に強い関心を持ち、グラスゴー大学、エジンバラ大学、ロンドン大学等の学長を歴任し、1881年にはリヴァプールにユニヴァーシティ・カレッジを創設した。また1万ポンドかけて「ダービー講座」を開設した。

## 栄典

### 爵位/準男爵位
1869年10月23日の父エドワード・スミス＝スタンリーの死去により以下の爵位/準男爵位を継承した。
- 第15代ダービー伯爵 (19th Earl of Derby)
(1485年10月27日の勅許状によるイングランド貴族爵位)
- ランカスター州におけるビッカースタッフのビッカースタッフの第3代スタンリー男爵 (7th Baron Stanley of Bickerstaffe, of Bickerstaffe in the County of Lancaster)
(1832年12月22日の勅許状による連合王国貴族爵位)
- (ランカスター州におけるビッカースタッフの)第9代準男爵 (13th Baronet, "of Bickerstaffe, in the County of Lancaster")
(1627年6月26日の勅許状によるイングランド準男爵位)

### 勲章
- 1884年、ガーター勲章士（KG）[12]

### その他
- 1858年、枢密顧問官（PC）[12]
- 1859年、王立協会フェロー（FRS）[12][22]

## 家族
1870年に第5代デ・ラ・ウェア伯爵の次女メアリー・キャサリンと結婚した。彼女は第2代ソールズベリー侯爵の未亡人であり、同じ保守党の貴族院議員である第3代ソールズベリー侯爵を通じて知り合った。
ダービー伯爵、メアリーともにすでに中年になってからの結婚であったため、子供はできなかった。それでも夫婦仲は睦まじく、その家庭生活はダービー伯爵の後半生を幸せな物にした。